# Danger Zone
Danger Zone ist ein Lied von Kenny Loggins, das 1986 veröffentlicht wurde. Die Musik stammt von Giorgio Moroder, der Text von Tom Whitlock. Das Lied ist Teil des Soundtracks des Films Top Gun.

## Hintergrund
Die Band Toto war ursprünglich für dieses Lied vorgesehen, aber rechtliche Differenzen zwischen den Produzenten von Top Gun und den Anwälten der Band verhinderten dies.
Bryan Adams wurde angesprochen, Only the Strong Survive zum Soundtrack beizutragen und Danger Zone zu singen, aber Adams lehnte jede Beteiligung ab, da er das Gefühl hatte, der Film glorifiziere Krieg, und nicht wollte, dass seine Arbeit damit in Verbindung gebracht wird.
REO Speedwagon wurden ebenfalls angefragt, das Lied zu interpretieren, lehnten dies jedoch ab, weil man der Band nicht erlaubte, eigene Songs zum Soundtrack beizutragen.
Auch Corey Hart wurde gebeten, Danger Zone zu singen, doch dieser lehnte ab, mit der Aussage, er sänge nur seine eigenen Lieder. Schließlich einigten sich die Filmproduzenten darauf, dass Danger Zone von Kenny Loggins interpretiert wird.

## Instrumente
Dann Huff, Leadsänger und Gitarrist der Hardrock-Gruppe Giant, spielte in diesem Lied Gitarre. Die Basslinie wurde von einem Yamaha-DX7-Synthesizer erzeugt, die Schlagzeugmusik stammt von einer LinnDrum-Schlagzeugmaschine. Ein Tenorsaxophon wird gegen Ende des Liedes eingesetzt.

## Musikvideo
Das Musikvideo wurde im Mai 1986 veröffentlicht, um die Single zu promoten. Regie führte Tony Scott. Zwischen Ausschnitten aus dem Film Top Gun, bei dem Scott ebenfalls Regie führte, wird Loggins gezeigt, der den Song singt. Das Musikvideo wurde bei YouTube über 79 Millionen Mal abgerufen (Stand: Februar 2022).
Laut der Show Pop-Up Video beschrieb die U.S. Navy das Video als „das effektivste Rekrutierungsvideo, was jemals produziert wurde.“

## Kommerzieller Erfolg

### Chartplatzierungen
| ChartsChartplatzierungen       | Höchstplatzierung | Wochen |
| ------------------------------ | ----------------- | ------ |
| Deutschland (GfK)              | 12 (10 Wo.)       | 10     |
| Schweiz (IFPI)                 | 6 (9 Wo.)         | 9      |
| Vereinigte Staaten (Billboard) | 2 (21 Wo.)        | 21     |
| Vereinigtes Königreich (OCC)   | 45 (11 Wo.)       | 11     |

| ChartsJahrescharts (1986)      | Platzierung |
| ------------------------------ | ----------- |
| Vereinigte Staaten (Billboard) | 42          |

### Auszeichnungen für Musikverkäufe
| Land/Region                  | Auszeichnungen für Musikverkäufe (Land/Region, Auszeichnung, Verkäufe) | Verkäufe  |
| ---------------------------- | ---------------------------------------------------------------------- | --------- |
| Australien (ARIA)            | 4× Platin                                                              | 280.000   |
| Dänemark (IFPI)              | Platin                                                                 | 90.000    |
| Deutschland (BVMI)           | Gold                                                                   | 300.000   |
| Japan (RIAJ)                 | Platin (Digital) · + Gold (Mobile Downloads)                           | 350.000   |
| Neuseeland (RMNZ)            | 2× Platin                                                              | 60.000    |
| Vereinigtes Königreich (BPI) | Platin                                                                 | 600.000   |
| Insgesamt                    | 2× Gold · 9× Platin ·                                                  | 1.675.000 |

## Coverversionen
- Alvin and the Chipmunks coverten das Lied 1990 für die The Chipmunks Go to the Movies-Episode Batmunk.
- In der Episode Girls (And Boys) On Film der Serie Glee wird das Lied gesungen.
- Das Album The Cover-Up EP von The Protomen beinhaltet ein Cover von Danger Zone.
- Die Comedy-Metal Band Psychostick sang das Lied bei verschiedenen Liveauftritten und nahm für ihr Album IV: Revenge of the Vengeance eine Studioversion auf.
- In der Serie Archer ist Danger Zone ein Gag geworden. In der Episode Archer Vice: Baby Shower spricht Kenny Loggins eine Version von sich selbst.
- 2015 nahm die Metalband Children of Bodom das Lied für ihr Album I Worship Chaos auf.